# Don’t Ya
«Don’t Ya» — песня американского кантри-певца и автора-исполнителя Бретта Элдриджа, вышедшая в качестве его 3-го сингла в карьере и 2-го сингла с его дебютного студийного альбома Bring You Back (2014). Песню написали Брэтт Элдридж, Крис ДиСтефано и Эшли Горли, продюсером был Крис ДиСтефано.
Сингл достиг первого места в эфирном кантри-чарте Hot Country Airplay (став для Джейсона Алдина его 1-м чарттоппером).

## История
Песня получила положительные отзывы музыкальной критики и интернет-изданий Taste of Country, Roughstock.
Песня написана в тональности Ми мажор со средним темпом и вокалом в диапазоне B3-G5.
«Don’t Ya» дебютировала 27 октября 2012 года на месте № 58 в американском хит-параде Billboard Country Airplay. Она также дебютировала 27 октября 2012 года на № 46 в чарте Billboard Hot Country Songs, а 8 июня 2013 года вошла под № 95 в основной мультижанровый хит-парад Billboard Hot 100. 3 августа 2013 года песня дебютировала на № 90 в канадском чарте Canadian Hot 100. 26 июня 2013 года сингл был сертифицирован в золотом статусе RIAA, а 4 сентября 2014 года — в платиновом статусе. К февралю 2015 года сингл был продан тиражом 1,039,000 копий в США.

## Чарты
| Чарт (2012-13)                      | Высшая позиция |
| ----------------------------------- | -------------- |
| Канада (Billboard Canadian Hot 100) | 51             |
| Канада (Billboard Country)          | 3              |
| США (Billboard Hot 100)             | 30             |
| США (Billboard Country Airplay)     | 1              |
| США (Billboard Hot Country Songs)   | 5              |

### Итоговые годовые чарты
| Чарт (2013)                      | Позиция |
| -------------------------------- | ------- |
| US Country Airplay (Billboard)   | 4       |
| US Hot Country Songs (Billboard) | 20      |

## Сертификации
| Регион | Сертификация | Продажи   |
| --- | ------------ | --------- |
| Канада (Music Canada) | Золотой      | 40,000^   |
| США (RIAA) | Платиновый   | 1,039,000 |
| * Данные о продажах приведены только на основе сертификации. ^ Данные о тиражах приведены только на основе сертификации. |              |           |